# Blues Magoos
Blues Magoos är ett rockband bildat i Bronx i New York i USA 1964.
I original bestod gruppen av sångaren och gitarristen Emil Thielhelm, Dennis LaPore på gitarr, Ralph Scala på keyboard, Ronnie Gilbert på bas och John Finnegan på trummor. Fram till 1966 gick bandet under gruppnamnet The Trenchcoats. Man bytte namn till först Bloos Magoos, och snart Blues Magoos för att bättre passa in i den psykedeliska tidsålder som precis börjat breda ut sig. Mike Esposito hade under tiden ersatt LaPore på gitarr.
Gruppen släppte sitt första album samma år som man bytt namn, Psychedelic Lollipop, ett album som var ett av de första där albumnamnet innehöll ordet psykedelisk. Det var i stort sett bara 13th Floor Elevators som använt ordet på sitt album The Psychedelic Sounds of the 13th Floor Elevators innan.
Sitt genombrott fick gruppen med låten "(We Aint Got) Nothin Yet" året därpå. Låten var med på deras första album, och släpptes först som b-sida på en singelskiva, men fick mycket större uppmärksamhet än "I Want It" som var på a-sidan. Materialet efter detta blev nästan inte alls uppmärksammat. De två album som man släppte efter Psychedelic Lollipop sålde mycket dåligt och gruppen bestämde sig för att bryta upp 1968. Eftersom bandet brutit ett kontrakt då de bröt upp skapades ett nytt Blues Magoos med endast Thielhelm som originalmedlem. Han,  Eric Katz, John Leillo, Roger Eaton och Richie Dickon spelade in albumet Never Goin' Back To Georgia 1969, men utan framgång.
Man fortsatte med namnet Blues Magoos ett bra tag, tills man la av i början på 1970-talet efter många misslyckade försök att tjäna pengar på namnet. Vid den här tiden var det i stort sett okända studiomusiker som släppte musiken.

## Medlemmar
Nuvarande medlemmar
- Ralph Scala – sång, piano, keyboard
- Emil "Peppy" Thielhelm – gitarr, sång
- Geoff Daking – trummor, slagverk
- Mike Ciliberto – gitarr, sång
- Peter Stuart Kohlman – basgitarr, sång

Tidigare medlemmar
- Ron Gilbert – basgitarr
- Mike Esposito – gitarr
- Roger Eaton – basgitarr
- Eric Kaz – keyboard
- Richie Dickon – trummor, slagverk
- John Leillo – slagverk

## Diskografi
Album
- Psychedelic Lollipop (1966)
- Electric Comic Book (1967)
- Basic Blues Magoos (1968)
- Never Goin' Back to Georgia (1969)
- Gulf Coast Bound (1970)